# World Women's Qualifying Series de 2015

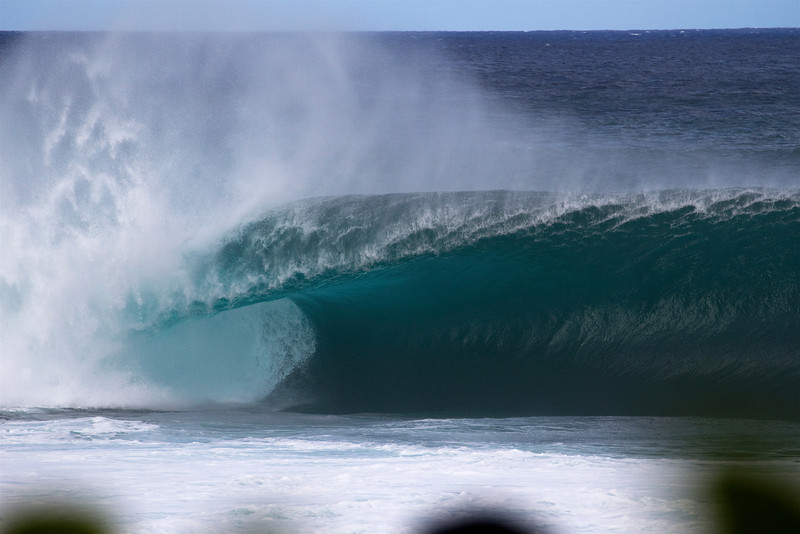
Pipeline, local de uma das etapas do circuito.

O World Women's Qualifying Series de 2015 (WQS) foi uma competição mundial de surfe feminino, uma espécie de divisão de acesso ao WCT, levada a cabo pela liga profissional de surfe - WSL (World Surf League) denominada anteriormente por Associação de Surfistas Profissionais (Association of Surfing Professionals), de 1983 a 2014. Homens e mulheres competiram em tours como o WCT de Surfe entre outros, com eventos que tomaram lugar em diferentes locais entre os meses de janeiro a novembro.
A havaiana Tatiana Weston-Webb foi a campeã do WQS 2015 pela primeira vez, se tornando a 3ª havaiana a ganhar este título e se classificou para disputar o WCT 2016.

## Calendário de provas
| Evento | Nome do Evento                                | Local          | Data                           | Vencedor            | Pontuação |
| ------ | --------------------------------------------- | -------------- | ------------------------------ | ------------------- | --------- |
| 1      | Samsung Galaxy Hainan Pro                     | China          | 16 - 19 de janeiro             | Mahina Maeda        | 6,000     |
| 2      | Scoot Burleigh Pro Women                      | Austrália      | 30 de janeiro - 1 de fevereiro | Dimity Stoyle       | 1,000     |
| 3      | Hurley Australian Open                        | Austrália      | 9 - 15 de fevereiro            | Laura Enever        | 6,000     |
| 4      | Burton Automotive Womens Classic              | Austrália      | 18 - 22 de fevereiro           | Ellie Brooks        | 1,000     |
| 5      | Surf n Sea Pipeline Pro                       | Havaí          | 16 - 24 de março               | Keala Kennelly      | 1,000     |
| 6      | Port Taranaki Pro NZ Home Loans Surf Festival | Nova Zelândia  | 26 - 29 de março               | Keely Andrew        | 6,000     |
| 7      | Billabong Pro Shikoku                         | Japão          | 3 - 7 de junho                 | Ren Hashimoto       | 1,000     |
| 8      | Los Cabos Open of Surf                        | México         | 9 - 14 de junho                | Nikki Van Dijk      | 6,000     |
| 9      | Ballito Women's Pro                           | África do Sul  | 28 - 28 de junho               | Nikita Robb         | 1,000     |
| 10     | Paul Mitchell Supergirl Pro                   | Estados Unidos | 24 - 26 de julho               | Tatiana Weston-Webb | 6,000     |
| 11     | Copa El Salvador Impresionante                | El Salvador    | 6 - 9 de agosto                | Sage Erickson       | 6,000     |
| 12     | Pro Anglet                                    | França         | 25 - 30 de agosto              | Pauline Ado         | 1,500     |
| 13     | Pantin Classic Galicia Pro                    | Espanha        | 1 - 6 de setembro              | Chelsea Tuach       | 6,000     |
| 14     | Maui and Sons Pichilemu Woman's Pro           | Chile          | 4 - 8 de novembro              | Alessa Quizon       | 1,500     |

Fonte

## Ranking do WQS
| Posição | 1ª | 2ª | 3ª-4ª | 5ª-8ª | 9ª |

| Posição | Surfista            | Eventos | Eventos | Eventos | Eventos | Eventos | Pontos | Prêmio  |
| Posição | Surfista            | 1       | 2       | 3       | 4       | 5       | Pontos | Prêmio  |
| 1       | Tatiana Weston-Webb | 6.000   | 3.550   | 3.550   | 2.650   | 2.650   | 18.400 | $14,950 |
| 1       | Sage Erickson       | 6.000   | 3.550   | 3.550   | 2.650   | 2.650   | 18.400 | $13,350 |
| 3       | Nikki Van Dijk      | 6.000   | 3.550   | 3.550   | 3.550   | 1.550   | 18.200 | $14,500 |
| 4       | Chelsea Tuach       | 6.000   | 3.550   | 2.650   | 1.050   | 1.050   | 14.300 | $5,750  |
| 5       | Keely Andrew        | 6.000   | 4.500   | 1.550   | 1.050   | 1.050   | 14.150 | $15,400 |
| 6       | Alessa Quizon       | 3.550   | 2.650   | 2.650   | 2.650   | 1.550   | 13.050 | $11,050 |
| 6       | Malia Manuel        | 3.550   | 2.650   | 2.650   | 2.650   | 1.550   | 13.050 | $4,300  |
| 8       | Coco Ho             | 4.500   | 2.650   | 2.650   | 1.550   | 1.550   | 12.900 | $8,850  |
| 9       | Laura Enever        | 6.000   | 2.650   | 1.550   | 1.550   | 1.050   | 12.800 | $12,400 |
| 10      | Bronte Macaulay     | 3.550   | 2.650   | 2.650   | 2.650   | 1.050   | 12.550 | $8,850  |
| 11      | Mahina Maeda        | 6.000   | 1.550   | 1.550   | 1.050   | 1.050   | 11.200 | $12,750 |
| 12      | Paige Hareb         | 4.500   | 2.650   | 1.550   | 1.050   | 1.050   | 10.800 | $9,800  |

Legenda:
| WCT 2016 |

Fonte

## Pontuação das baterias
Os novos critérios de julgamento da ASP foram implementados em todos os  eventos da ASP a partir de 2005. 
As baterias geralmente duram 30 minutos, mas podem ter esta duração ampliada, caso as condições do mar não estejam boas, possibilitando que os surfistas tenham a chance de pegar mais ondas. Os surfistas podem pegar no máximo 15 ondas por bateria. Mas na soma de pontos, apenas as duas maiores são consideradas na nota final. A pontuação de cada onda vai de 0.0 a 10.0. Com isso, o máximo de pontos que um atleta pode atingir em uma sessão é 20.0. 
Para cada onda, o grupo de cinco juízes atribui suas notas segundo os critérios abaixo: 
- Comprometimento e grau de dificuldade;
- Inovação e progressão das manobras;
- Combinação de manobras fortes/expressivas;
- Variedade de manobras/repertório;
- Velocidade, força e fluidez.

Certos aspectos do surf pontuam mais, dependendo da localização e das condições ou mudanças das condições durante o dia.
Cada juiz dá sua nota e a melhor e a pior são cortadas. A média entre as três notas restantes é a nota final da onda surfada pelo atleta.
Escala de notas:
- [0.0 – 1.9: Fraca]
- [2.0 – 3.9: Regular]
- [4.0 – 5.9: Média]
- [6.0 – 7.9: Boa]
- [8.0 – 10.0: Excelente]

..

## Sistema de prioridades
Existe um sistema de prioridade nas baterias. A regra da prioridade não existe na 1ª rodada do ASP World Tour porque são realizadas baterias com três surfistas. A prioridade foi feita apenas para baterias homem-a-homem que se iniciam apenas na 2ª rodada. A regra da prioridade foi instituída em meados da década de 1980 e tem sido modificada ao longo dos anos com objetivo de melhorar cada vez mais o surf competitivo.
O surfista que chegou primeiro no outside ou lineup tem a prioridade de escolher a primeira onda e surfar para ambos os lados a onda escolhida, se ele quiser exercer. Desta forma, se o surfista com prioridade remar na onda e entrar nela, o outro surfista deve sair da onda sem atrapalhá-lo. Caso a prioridade não seja respeitada, o surfista que causou a interferência receberá zero pontos pela onda surfada e será penalizado com a anulação da segunda maior nota dele, computando apenas uma onda na nota final.
Um surfista perderá a prioridade assim que ele pegar uma onda e suas mãos deixarem a borda da prancha se preparando para se levantar. No caso em que ambos os surfistas concluírem uma onda até o inside, o primeiro surfista que retornar ao lineup receberá a prioridade. A Prioridade é indicada pela cor do disco de sinalização posicionado no palanque do Evento.
A partir de 2015, nova regra diz que os surfistas poderão ter a prioridade suspensa caso saiam da zona de “take off”, onde são formadas as ondas (entrada da onda, em cima do point e remar meio point abaixo). O atleta que fizer isso, vai receber um aviso do juiz
de prioridade.
.